# Атояк (муниципалитет Веракруса)
Атояк (исп. Atoyac) — муниципалитет в Мексике, штат Веракрус, расположен в Горном регионе. Административный центр — город Атояк.